# Alexander Melville Bell

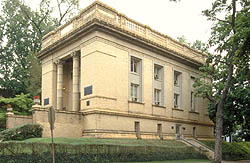
Laboratorio y Buró Volta

Alexander Melville Bell (1 de marzo de 1819 - 7 de agosto de 1905) fue un profesor e investigador de la fonética fisiológica, autor de numerosos trabajos sobre ortoepía y elocución. Creador del Discurso Visible, que se utilizó para ayudar a los sordos a aprender a hablar, era el padre del inventor Alexander Graham Bell.

## Biografía
Alexander Melville Bell nació en Edimburgo, Escocia, ciudad en la que estudió y se convirtió en el asistente principal de su padre, Alexander Bell (1790-1865), una autoridad en fonética y trastornos del habla. De 1843 a 1865 impartió un curso sobre la elocución en la Universidad de Edimburgo, y de 1865 a 1870 en la Universidad de Londres. Melville se casó con Eliza Grace Symonds, la única hija de un médico naval británico.
En 1868, y nuevamente en 1870 y 1871, Melville impartió un curso en el Instituto Lowell en Boston, Massachusetts, después de haberse mudado a Canadá. En 1870 se convirtió en profesor de filología en la Queen's University; y en 1881 se mudó a Washington, D. C. por sugerencia de su hijo Graham, donde se dedicó a la educación de los sordos mediante el uso del discurso visible en el que los caracteres alfabéticos de su invención lingüística eran diagramas gráficos representativos de las diversas posiciones y movimientos de los labios, lengua, boca, etc., así como otros métodos de ortoepía.
Antes de partir de Escocia hacia Canadá, Melville Bell había publicado al menos 17 trabajos sobre corrección del lenguaje, fisiología vocal, estenografía y otros trabajos. Además de dar clases en el Queens College, también dio conferencias en Boston, Montreal, Toronto, Londres y otras universidades, incluyendo una serie de 12 conferencias en el Instituto Lowell de Boston. Cuando el duque y la duquesa de Cornualles (más tarde el rey Jorge V y la reina Mary) visitaron Brantford en Ontario, Melville fue el encargado del saludo a los dignatarios en un acto público. Se convirtió en miembro del Instituto de Educación de Escocia, de la Real Sociedad Escocesa de Artes y de la Asociación Estadounidense para el Avance de la Ciencia, así como de otras sociedades.
Alexander Melville Bell se casó dos veces, primero con Eliza Grace Symonds en 1844, con quien tuvo tres hijos, y posteriormente con Harriet G. Shibley.

## Discurso Visible
En 1864, Melville publicó sus primeros trabajos sobre el Discurso Visible, para ayudar a los sordos a aprender y mejorar su discurso de forma no auditiva (ya que los sordos no podían escuchar sus propias pronunciaciones). Para promover el nuevo código, Bell creó dos formas cortas escritas usando su sistema de 29 modificadores y tonos, 52 consonantes, 36 vocals y una docena de diptongos: el inglés internacional, similar al Alfabeto Fonético Internacional; y un sistema denominado Escritura Lineal ("Line Writing"), usado como una forma abreviada de taquigrafía.
Los trabajos de Melville sobre el Discurso Visible se hicieron muy notables, y Édouard Séguin los describió como "... un invento más importante que el teléfono de su hijo, Alexander Graham Bell". Melville pudo ver numerosas aplicaciones para su invento, incluido su uso mundial como lenguaje universal. Sin embargo, aunque se promovió en gran medida en el "Segundo Congreso Internacional sobre la Educación de los Sordos" de Milán (Italia) en 1880, después de un período de una docena de años en el que se aplicó a la educación de los sordos, se descubrió que el Discurso Visible era más engorroso, y por lo tanto un obstáculo para la enseñanza del habla a los sordos en comparación con otros métodos, y finalmente su uso fue desapareciendo.

## Otras contribuciones a la educación de sordos
En 1887, su hijo, Alexander Graham Bell, vendió los activos intelectuales del Laboratorio Volta. Graham utilizó las considerables ganancias de la venta de sus acciones para fundar el Buró Volta como un instrumento "para el aumento y la difusión del conocimiento relacionado con los sordos". El trabajo de investigación científica y estadística de Graham sobre la sordera se hizo tan grande, que en unos pocos años su documentación ya no cabía en la cochera del patio de la casa de Melville, quien contribuyó con unos 15.000 dólares para que Graham construyera en 1893 un nuevo edificio para el Buró Volta en un lugar cercano.

## Fallecimiento
Melville Bell murió a la edad de 86 años en 1905 debido a una neumonía, tras una intervención quirúrgica provocada por la diabetes que padecía. Fue enterrado en Washington D. C., en el Cementerio de Rock Creek adyacente al "Memorial Hubbard • Bell • Grossman • Pillot", junto con su esposa y otros miembros de las familias Bell y Grosvenor.

## Reconocimientos

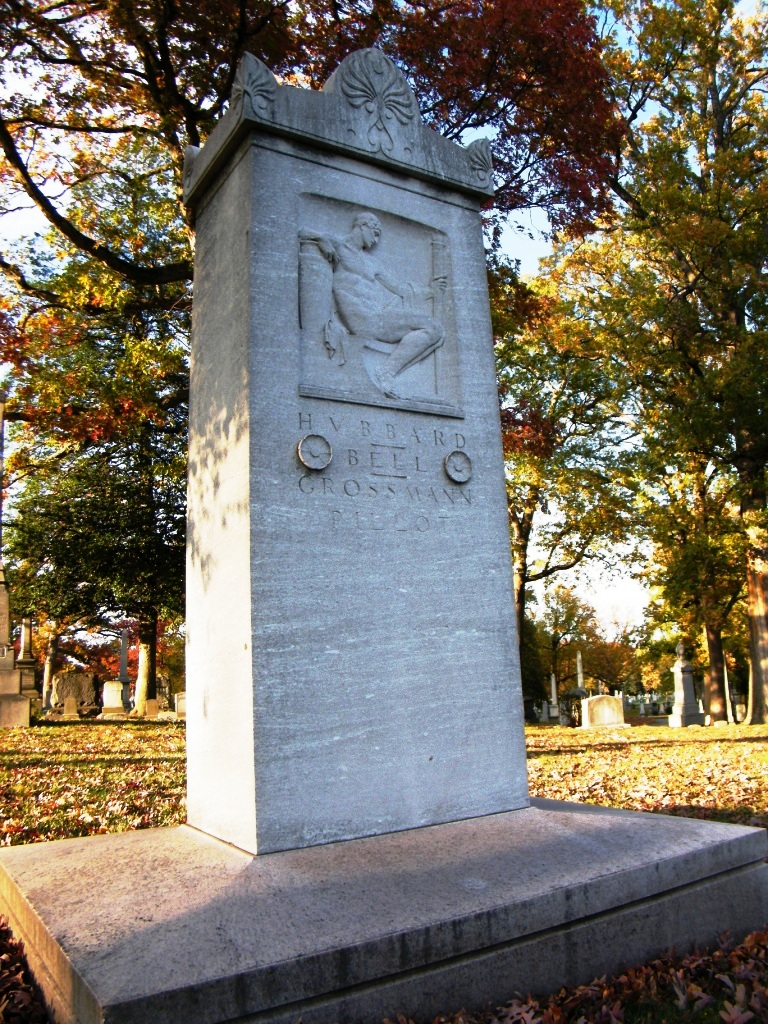
Memorial Hubbard Bell Grossman Pillot

- La Casa Bell en Colonial Beach se incluyó en el Registro Nacional de Lugares Históricos en 1987.[12]

- La voz de Bell, recitando una oración de Hamlet, procedente de una grabación de grafófono de 1881, se puede escuchar en el Instituto Smithsoniano.[13]

## Publicaciones
Las siguientes son algunas de las más destacadas de las 93 publicaciones escritas o de las que fue coautor Melville Bell:
- Steno-Phonography (Esteno-Fonografía) (1852)
- Letters and Sounds (Letras y Sonidos) (1858)
- The Standard Elocutionist (El Elocucionador Estándar) (1860, y cerca de 200 otras ediciones), incluyendo una edición disponible de 1878 publicada por William Mullan & Son, citada como:
  - David Charles Bell, Alexander Melville Bell. Bell's Standard Elocutionist: Principles And Exercises, W. Mullan, London, 1878.
- Principles of Speech and Dictionary of Sounds (Principios del habla y diccionario de sonidos) (1863)
- Visible Speech: The Science of Universal Alphabetics (Discurso Visible: La Ciencia de los Alfabetos Universales) (1867)
- Sounds and their Relations (Sonidos y sus Relaciones) (1881)
- Lectures on Phonetics (Lecturas sobre Fonética) (1885)
- A Popular Manual of Visible Speech and Vocal Physiology (Un Manual Popular Discurso Visible y Fisiología Vocal) (1889)
- World English: the Universal Language (Inglés Mundial: el Lenguaje Universal) (1888)
- The Science of Speech (La Ciencia del Discurso) (1897)
- The Fundamentals of Elocution (Los Fundamentos de la Elocución) (1899)

## Lecturas relacionadas
- Bruce, Robert V. Bell: Alexander Bell and the Conquest of Solitude. Ithaca, New York: Cornell University Press, 1990. ISBN 0-8014-9691-8.
- Alexander Graham Bell, Encyclopædia Britannica, 2010. Retrieved 24 May 2010.
- Winzer, Margret A. The History Of Special Education: From Isolation To Integration, Gallaudet University Press, 1993, ISBN 1-56368-018-1, ISBN 978-1-56368-018-2.